# KC–135 Stratotanker
A KC–135 Stratotanker légi utántöltő repülőgép, melyet az Amerikai Egyesült Államokban fejlesztettek ki az 1950-es években, a Boeing 707 utasszállító repülőgép átalakításával, mert az akkor szolgálatban álló, légcsavaros utántöltő repülőgépek, mint a KB–50, túl lassúak voltak az Amerikai Légierő sugárhajtású vadászrepülőgépeinek és bombázó repülőgépeinek utántöltéséhez. A repülőgépeket az 1980-as évek elején korszerűsítették, a sokkal alacsonyabb fogyasztású és károsanyag-kibocsátású CFM–56 kétáramú gázturbinás sugárhajtóműveket építették be. A gyártó országon kívül Franciaország, Törökország és Szingapúr légiereje vásárolta meg a  repülőgépeket. Több más ország légiereje (például Izrael, Dél-Afrika) eredetileg szállító repülőgépnek épült Boeing 707-es repülőgépeket alakított át légi utántöltővé, a KC–135-höz nagyon hasonló kialakítással. A repülőgépet az Amerikai Légierő több más feladatkörben alkalmazza, legismertebb az RC–135 és az E–8 JSTARS felderítőváltozatok és az E–3 Sentry légtérellenőrző repülőgép.
A repülőgép napjainkban is szolgálatban áll, váltótípusa az Airbus A330 MRTT változatából kifejlesztett KC–45, illetve a Boeing 767-ből kifejlesztett KC–46 Pegasus lesz.